# De-LAX
De-LAX（デラックス）は、日本のロックバンド。

## メンバー

### 現在のメンバー
- Vo.宙也: ex.ALLERGY。De-LAXと平行してLOOPUSやPARALLEL PARADOXでも活動。
- B. 鈴木正美: ex.MENU、De-LAXにおけるメインの作曲家。BLUE CADILLAC ORCHESTRAでも活動。
- G.Lee: 榊原秀樹の後任として2010年4月より加入。

### 過去に所属した主なメンバー
- Gt.榊原秀樹: De-LAX休止中はGEENAでも活動。現在はカリキュラマシーンでも活動。
- Per./Key./Dr. 京極常世/輝男:初期メンバー。再結成後の2000年に脱退。世田谷にあった創作料理 『鶏竈 torikamado』の店主だった。コンサートツアー『SPIRITS ON THE ROCKS』内の"VINTAGE 2006"と題した新宿LOFT2DAYSの7月2日にゲストとして登場。また、コンサートツアー『D+X 20th Anniversary Tokyo 3 Days』の原宿アストロホール公演にも、最初からゲストとして登場。
- Dr.高橋まこと:ex.BOØWY。ドラマーズやBLUE CADILLAC ORCHESTRAでも活動。De-LAX休止中に榊原秀樹とともにGEENAでも活動。2013年2月脱退。
- Gt.本田毅: ex.VERSUS,buG,GITANE。PERSONZのメンバーとして活動中。fringe tritoneやAi+BANDでも活動。コンサートツアー『SPIRITS ON THE ROCKS』内の"VINTAGE 2006"と題した新宿LOFT2DAYSの7月1日にゲストとして登場。
- Key.小滝満: シネマ、ex.メトロファルス。De-LAX離脱後、戸川純&ヤプーズ、エクスタシーボーイズ、Saybow&theR+X+Sなどで活動。現在の表記は小滝みつる。

### サポートメンバー
- Gt.友森昭一: AUTO-MOD、レベッカ、筋肉少女帯などに参加。
- Gt.玉城宏志: 元ローザ・ルクセンブルグ。その後マチルダロドリゲスなどで活動。
- Dr.永井利光: GLAY・氷室京介のサポート。De+LAX公式サイトでは永井利充と表記されているが、ex.ローザ・ルクセンブルクのベーシストの同名人物とは別人。

## バンドの歩み
ALLERGYを解散した宙也は、ちわきまゆみの音楽ユニットMENUをサポートしていたベーシスト鈴木正美と当時ドラムスを担当していた京極輝男の3人で新たなバンドを結成することを決意する。ここに、PERSONZのギタリスト・本田毅、メトロファルスのキーボーディスト・小滝満が加わり、1985年3月にCHU-YA&De-LAX（当初はDe-Lux）が結成された。
10月以降は、ライブハウスツアーを行うまでになった。既にレパートリーには、1stアルバム『SENSATION』収録曲である「熱帯LADY」、「突然炎のごとく」、「G.N.A.」、「SERIOUS MOOD」、「BLUE HEART LOVER」が含まれていた。また、4thアルバム『EMOTIONAL MARKET』で日の目を見た「ONE PLUS ONE」もこの時期のライブで演奏されていた。
バンド名を単にDe-LAXとしてしばらくし、本田毅の所属するPERSONZもブレイクし始め、両立が困難になり脱退、サポートに友森昭一やローザ・ルクセンブルグの玉城宏志を迎え活動を続けて行くが、小滝満も戸川純&ヤプーズに専念するため脱退。京極輝男がドラムスからパーカッション&キーボード担当にコンバートし、永井利光がサポートとして加わるものの、正式なギタリスト、ドラムスが不在のままであった。
BOØWYのドラムスだった高橋まことにDe-LAXへの参加要請があったのは、1987年暮れのBOØWY最後のツアー中だった。その頃、新宿LOFTに出入りしていた榊原秀樹は、ギタリスト募集を聞きつけ、バンドのオーディションに参加することとした。
1988年2月18日、デビュー当初のメンバーで初ライブを行った。同年8月21日、フォーライフ・レコードから1stアルバム『SENSATION』を発売、メジャー・デビュー。バンドブームの中にあっても、どこにも属さない、誰にも媚びない、野性味あふれる唯一無比の"ライヴバンド"として精力的に活動。
7か月をかけ26か所56公演を行ったDe-LAX史上最大規模となるライブツアー『De-LAX NEUROMANCER '89 "SPIRITS A GO-GO"』で、日本武道館のライブを2度行い、アメリカのニューヨークでライブも行った。
だが、1992年5thアルバム『Our Favourite Roads』発売前、榊原秀樹が方向性の違いにより脱退を要望。その後、正式なギタリストが見つからず、このままでは活動ができないという事になり、1992年12月25日の渋谷公会堂公演のライブで、解散することを発表。翌年1993年3月24日の渋谷公会堂公演のライブをもって解散した。
それから約5年後、De-LAXがメジャー・デビューした年と同年に新宿に誕生した日清パワーステーションが、6月末を以て閉店することになり、その記念として、一夜限りの再結成を果たし、ライブ『De-LAX '98 "HELLO! POWER STATION"』を行った。
1999年7月17日、約7年ぶりとなるシングル「beat'N'message」をリリース。4か月後には、こちらも約7年ぶりとなるアルバム『RenaiSSance』をリリースし、活動を再開。
2002年にメンバーの諸事情により活動を休止。2005年に活動を再開。
デビュー20周年を記念した2008年には、約9年ぶりとなるアルバム『ART+BEAT』と、約7年ぶりとなるベスト・アルバム『"20th Anniversary Premium Collection"』を同時リリース。現在も、メンバーは変わったものの、活動を続けている。

## 経歴

### 1985年
- 3月 - ALLERGYを解散した宙也（V）とMENUに在籍していた鈴木正美(B)と京極輝男(Dr)の3人でCHU-YA&De-LAXを結成。すぐにPERSONZの本田毅(G)とメトロファルスの小滝満(Key)が加わった。
- 10月8日、10月9日 - イベント『ダンス天国 CHUYA COMES BACK』を敢行。
- 12月31日 - イベント『年末恒例オールナイトギグ』を敢行。

### 1986年
- 1月15日 - 渋谷ライブインでライブ。
- 2月1日 - 同日の新宿LOFTでシークレットGIGを行っていたZELDAのライブに宙也のみゲスト出演した。
- 2月27日 - 渋谷ライブインでライブ。
- 5月8日 - 渋谷ライブインでライブ。
- 5月12日 - 横浜ビブレホールでライブ。
- 5月13日 - 神戸チキンジョージでライブ。
- 5月14日 - 大阪キャンディーホールでライブ。
- 5月15日 - 名古屋クレイトフルユッカでライブ。
- 5月27日 - 新宿ロフト10周年記念ライブに宙也のみゲスト出演。
- 6月1日 - 新宿ロフト10周年記念ライブに参加。
- 8月18日 - 渋谷ライブインでライブ。
- 8月20日 - 神戸チキンジョージでライブ。
- 8月21日 - 大阪キャンディーホールでライブ。
- 8月22日 - 京都磔磔でライブ。
- 8月24日 - 名古屋ハートランドでライブ。
- 9月2日 - 渋谷ライブインでライブ。
- 9月8日 - 同日の新宿LOFTでライブを行っていたサラスヴァティのライブに宙也のみゲスト出演。
- 9月17日 - 横浜ビブレホールでライブ。
- 10月1日 - 渋谷エッグマンでライブ。
- 10月25日 - イベント『Radical Dance Night Vol.3』に参加。
- 12月2日 - 渋谷エッグマンでライブ。
- 12月3日 - 大宮フリークスでライブ。
- 12月22日 - 静岡モッキンバードでライブ。

### 1987年
- 1月5日・2月7日・2月17日・3月14日・5月2日 - 渋谷エッグマンでライブ。本田毅が5月2日のみゲスト出演。
- 6月27日 - 新宿LOFTでライブ。
- 8月12日・8月13日 - 新宿LOFTで『De-LAX 2DAYS』ライブ。
- 8月27日 - PERSONZの新宿LOFTライブに鈴木正美・京極常世のみゲスト出演。
- 8月30日 - 豊島公会堂にて『JUST A BEAT SHOW』ライブ。
- 9月19日 - 玉城宏志の新宿LOFTでライブに宙也のみゲスト出演。

### 1988年
- 2月18日 - De-LAX初ライブ『"LATE NIGHT SHOW"』新宿LOFTでライブ。
- 4月10日 - 5月24日 - コンサートツアー『De-LAX TOUR '88 SPRING "DIAMOND SENSATION"』を敢行。
- 6月2日 - イベント『KID'S ALIVE』に参加。
- 7月16日 - 1980年代後半から1990年代、ソニー・マガジンズ『PATi-PATi』とtvkのメディアミックスで実施されたコラボイベント『PATI-PATI TOMATO』に参加。
- 7月23日 - 南こうせつ主催のイベント『サマーピクニック』に参加。
- 8月7日 - イベント『NEW KID'S IN THE ROCK '88』に参加。
- 8月21日 - フォーライフ・レコードから1stアルバム『SENSATION』をリリース。メジャー・デビューを果たす。
- 8月24日 - 11月25日 - アルバムツアー『De-LAX TOUR '88 "SENSATION"』を敢行。
- 11月2日 - 1stシングル「POP IS MY LIFE」をリリース。
- 12月29日 - 新宿コマ劇場にて、コンサート『De-LAX TOUR '88 "THE GREAT SENSATION"』を敢行。
- 12月31日 - 「PATI-PATI TOMATO」カウントダウンオールナイトイベントに参加。

### 1989年
- 2月8日 - NHKホールにてライブ。
- 2月27日 - イベント『LIVE-D』に参加。
- 3月9日 - 新宿LOFTにてシークレットライブ。
- 3月24日・3月29日 - イベント『We are Me-Har』に参加。
- 4月5日 - 期間限定ライブハウス汐留PITIIにて杮落としライブ。
- 6月18日 - イベント『カレッジコロシアム'89』に参加。
- 7月5日 - 2ndシングル「NEUROMANCER」をリリース。
- 7月23日 - イベント『ロックサーキット'89』に参加。
- 7月31日 - イベント『OBC Music～ing LIVE GARDEN』に参加。
- 8月2日 - 2ndアルバム『NEUROMANCER』をリリース。
- 8月4日 - 1990年2月1日 - アルバムツアー『De-LAX NEUROMANCER '89 "SPIRITS A GO-GO"』を敢行。
- 10月4日 - 3rdシングル「CANDY」をリリース。

### 1990年
- 2月21日 - 昨年の12月14日に日本武道館で行われたライブの模様を収録したライブ・ビデオ『De-LAX NEUROMANCER '89 SPIRITS A GO-GO TOUR』をリリース。
- 7月1日 - 福島女子短期大学の学園祭に参加。
- 7月4日 - 4thシングル「GLOBAL STREET」をリリース。
- 7月7日 - イベント『GOLDEN AGE OF ROCK 'N' ROLL』に参加。
- 7月13日 - 夜のヒットスタジオR&Nに出演。
- 7月24日 - MZA有明にてライブ。
- 7月25日 - 3rdアルバム『KINGDOM』・ミュージック・ビデオ集『"KINGDOM"』を同時リリース。
- 8月12日 - イベント『ロックンロールオリンピック』に参加。
- 8月25日 - FM東京ホールにて、ライブ。
- 8月28日 - 1991年1月11日 - アルバムツアー『De-LAX TOUR '90 "KINGDOM"』を敢行。
- 11月17日 - 1991年1月18日 - アルバムツアー『De-LAX "LIVEHOUSE KINGDOM"』を敢行。

### 1991年
- 1月15日 - ファンクラブ限定イベント『D+X-F-C OPENING EVENT』を敢行。
- 2月21日 - 8月21日 - コンサートツアー『De-LAX "CLUB KINGDOM"』を敢行。
- 3月21日 - 昨年の12月25日に渋谷公会堂で行われたライブの模様を収録したライブ・ビデオ『TOUR '90 "KINGDOM"』をリリース。
- 6月21日 - 3月3日に日清パワーステーションで行われたライブの音源を収録したライブ・アルバム『BOOTLEG!!』をリリース。
- 7月21日 - 5thシングル「VOICE OF LOVE」をリリース。
- 7月31日 - イベント『JTサウンドコニファー』に参加。
- 9月16日 - ロフト創立20周年記念イベント『Go! Go! LOFT! ～20th ANNIVERSARY～』に参加。
- 9月21日 - 4thアルバム『EMOTIONAL MARKET』をリリース。
- 10月12日 - 12月20日 - アルバムツアー『De-LAX TOUR '91 "EMOTIONAL MARKET"』を敢行。
- 10月21日 - 12月23日 - アルバムツアー『De-LAX TOUR '91 "EMOTIONAL MARKET GUERRILLA LIVE"』を敢行。

### 1992年
- 4月26日 - 日清パワーステーションでライブ。
- 5月31日 - 九州芸術工科大学の学園祭に参加。
- 7月24日・25日 - 後楽園ホールにてライブ『SUMMER EXCITING '92』敢行。
- 8月21日 - 6thシングル「TONIGHT」をリリース。
- 9月21日 - 5thアルバム『Our Favourite Roads』をリリース。
- 9月25日 - 1993年3月24日 - アルバムツアー『De-LAX TOUR '92 "OUR FAVOURITE ROADS"』敢行。12月25日の渋谷公会堂ライブで、解散発表。

### 1993年
- 3月24日 - De-LAX初となるベスト・アルバム及びライブ・ビデオ『THE STORY OF De+LAX 1988-1992 5Years×5Lives』を同時リリース。同日の渋谷公会堂ライブを以て解散。

### 1995年
- 6月21日 - 1stアルバム『SENSATION』と、2ndアルバム『NEUROMANCER』の2作が同時に再発売された。

### 1998年
- 6月10日 - De-LAXがメジャー・デビューした同年に新宿に誕生した日清パワーステーションが、6月末を以て閉店することになり、その記念として、一夜限りの再結成を果たし、コンサート『De-LAX '98 "HELLO! POWER STATION"』を行い、上記ライブ開催後に、5人が10年前に初めてライブを行った新宿LOFTでもライブ。

### 1999年
- 2月23日 - 6月24日 - コンサートツアー『De-LAX 1999』を敢行。
- 6月19日 - 前年6月10日に日清パワーステーションの閉店を記念して行われたライブ音源を収録したライブ・アルバム『HELLO AGAIN』をリリース。
- 7月17日 - 7thシングル「beat'N'message」をリリース。
- 7月20日 - 23日  - シングルツアー『De-LAX 1999 beat'N'message』を敢行。
- 8月6日 - イベント『ROCK RUSH'99』に参加。
- 10月30日 - 8thシングル「darkOrange」をリリース。
- 11月2日 - イベント『TRIAD NIGHT -King's Road Back－』に参加。
- 11月4日 - イベント『PRIMITIVE ROCKS』に参加。
- 11月20日 - 6thアルバム『RenaiSSance』をリリース。また、同日に行われたイベント『NIGHT OF THE FIREBUGS』に参加。
- 12月1日 - イベント『ROCK.COM』に参加。
- 12月4日 - 渋谷タワーレコード STAGE ONEでライブを行った。
- 12月31日 - イベント『999 OVER 000』に参加。

### 2000年
- 1月8日 - 14日 - アルバムツアー「De-LAX RenaiSSance 2000」を敢行。
- 3月29日 - イベント『TRANSFORM-2001』に参加。
- 8月5日 - イベント『SATURDAY NIGHT R&R SHOW 2000 Vol.5』に参加。
- 9月1日 - 新宿LOFTでライブ。
- 12月31日 - イベント『THE FINAL OF 20th century』に参加。

### 2001年
- 3月25日 - 高田馬場CLUB PHASEにてライブ。
- 11月28日 - ベスト・アルバム『Best of De+LAX』をリリース。
- 12月1日 - 渋谷DeSeOにて、コンサート『Best of De-LAX』を敢行。同日に新宿LOFTでもライブ。

### 2002年
- 1月22日 - 3月28日 - コンサートツアー『De-LAX MONTHLY GIGS2002 「Changes」』を敢行。3月22日のライブを以て京極輝男の脱退を正式発表。
- 3月28日 - 新宿URGAにて、ライブ『"ALOHA NIGHT vol.2" Another Side of De-LAX』を敢行。
- 6月21日 - 10月20日 - コンサートツアー『LIVE CIRCUIT'02 ～GOING EASY～』を敢行。その後活動を休止。

### 2003年
- 10月18日 - 大塚Red-ZONEにて『"ひでちゃん祭り vol.2" ～高橋まことは今夜もハッピーエンド～』と題したライブを敢行。

### 2004年
- 2月7日 - 大塚Red-ZONEにて『高橋まことは今夜もハッピー?』と題したライブを敢行。

### 2005年
- 6月17日 - 大塚Red-ZONEにて『SKULL NITE』と題したライブを敢行。
- 10月16日 - 新宿LOFTにて『復活祭 RESURRECTION & EXISTENCE』と題したライブを敢行。

### 2006年
- 活動を再開。
- 1月22日 - 渋谷BOXXにて、『THE LIVE GOES ON』と題したライブを敢行。
- 3月10日 - ロフト創立30周年記念イベント『SHINJUKU LOFT 30TH ANNIVERSARY "ROCK OF AGES 2006"』に参加。
- 5月6日 - イベント『SATURDAY NIGHT ROCK & ROLL SHOW 2006』に参加。
- 5月24日 - イベント『SIDEWALK ARTIST ROOM presents「the genetic code.‘06」』に参加。
- 5月26日 - 同年の1月に渋谷BOXXで行われたライブの模様を収録したライブ・ビデオ『"RESURRECTION & EXISTENCE"』をリリース。
- 7月21日 - 12月15日 - コンサートツアー『SPIRITS ON THE ROCKS』を行った。

### 2007年
- 2月23日 - イベント『loft presents "UNDER THE INFLUENCE"』に参加。
- 6月30日 - 11月14日 - コンサートツアー『ROCK STEADY GO-GO AHEAD』を敢行。
- 12月23日 - 舞浜Club IKSPIARIにて『Naked X`mas Special』と題したライブを敢行。

### 2008年
- 3月29日、4月26日、5月31日 - コンサートツアー『D+X 20th Anniversary Tokyo 3 Days』を敢行。
- 7月13日 - SHIBUYA-AXにて『D+X 20th Anniversary Extra Festa!!』と題したライブを敢行。
- 9月10日 - 7thアルバム『ART+BEAT』、メジャー・デビュー20周年記念ベスト・アルバム『"20th Anniversary Premium Collection"』を同時リリース。
- 9月13日 - 11月8日 - アルバムツアー『D+X 20th Anniversary Tour '08 "ART BEAT MANIFESTO"』を敢行。
- 12月23日 - 舞浜Club IKSPIARIにて『Naked Xmas 2008』ライブを敢行。

### 2009年
- 3月29日 - 10月18日 - コンサートツアー『ART+BEAT GO-GO AHEAD』を敢行
- 11月2日 - 12月23日 - コンサートツアー『HEAVEN'S DOOR '09』を敢行。

### 2010年
- 3月28日 - 新宿LOFTにて、ライブ『NEVER ENDING BEAT』を行敢行。同日のライブをも以て榊原秀樹が「卒業」ということで円満脱退。その後、新メンバーLeeを加えて活動を続ける。榊原もカリキュラマシーンやソロとして活動を続ける予定。
- 4月25日、7月4日、9月24日 - イベント『69 Paradise』に参加。
- 5月1日 - 新宿Naked Loftにて、『De+LAX Acoustic & Talk LIVE ～Never Ending Acoustic Beat～』と題したライブを敢行。
- 6月3日 - 下北沢CLUB Quenにて、『De+LAX presents "PARTY'S PARTY"』と題したライブを敢行。
- 7月25日 - イベント『"CLUB Que夏ノ陣 2010 [RETURN TO NATURAL] ～VS series～"』に参加。
- 8月20日 - イベント『SHIBUYA R&R TRIANGLE』に参加。
- 8月28日 - イベント『CHAIN the ROCK Festival』に参加。
- 9月20日 - 佐野Dining Bar KENにて、ライブを敢行。
- 10月7日 - イベント『CLUB Que 16th Birthday presents SWEET LITTLE SIXTEEN』に参加。
- 10月13日 - イベント『KiWaMi-極-COUNTER ACTION 2010-04』に参加。
- 10月16日 - 宇都宮LIVEHOUSE KENTにて、ライブを敢行。
- 11月2日、11月12日 - イベント『fringe tritone tour 2010「Here」Part.4』に参加。
- 11月3日、11月4日 - イベント『fringe tritone tour 2010「Here」Part.4 ～フリテスナンバーDX!!～』に参加。
- 11月14日 - イベント『CLUB251 17th ANNIVERSARY "neomusicaddiction"』に参加。
- 11月19日 - 仙台PARK SQUAREにてライブ。
- 11月20日 - 福島公会堂にてライブ。
- 11月28日 - イベント『～AUTO-MOD 30th Anniversary～ CELEBRATION』に参加。
- 12月10日 - イベント『UNDERWATER WORLD [20101210]』に参加。
- 12月18日 - 新宿Naked Loftにて『Naked X'mas 2010』と題したライブを敢行。
- 12月30日 - イベント『69 Paradise 2010年末Special』に参加。

### 2011年
- 1月8日 - 新宿MARZにて、『THE GREAT ROCK'N ROLL LIFE ～高橋まこと生誕57歳記念祭～』と題したライブを敢行。
- 2月19日、4月23日、10月29日 - イベント『69 Paradise』に参加。
- 3月3日 - イベント『broadaxe!! - Hinamaturi special- ～SHELTER 20th Anniversary～』に参加。
- 4月3日、10月1日 - セブンスアベニュー26周年スーパーライブに参加。
- 4月24日 - イベント『LONG LIVE THE PARTY』に参加。
- 4月29] - イベント『251presents MIX? PHONEMICS! SDR vs De+LAX』に参加。
- 5月4日 - イベント『MUSIC DAY2011 GO!Green -東京逃避行-』に参加。
- 5月15日 - 東日本大震災チャリティイベント『THERE'S ALWAYS TOMORROW 2011』に参加。
- 5月21日 - 札幌SUSUKINO 810にて、『De+LAX Tour 2011 Wonderful Life!!』と題したライブを敢行。
- 6月4日・|5日 - イベント『GAMBARUZO！ふくしま2Days in いなわしろ』に参加。
- 6月11日・12日 - 『～De+LAX ～ GET HAPPY! 2DAYS』と題したライブを敢行。11日は、下北沢SHELTER・12日は、吉祥寺Planet Kにて開催。
- 7月23日 - セブンスアベニュー26周年スーパーライブ2に参加。
- 7月26日 - イベント『CLUB Que夏ノ陣 2011 VS SERIES』に参加。
- 7月31日 - イベント『M.J.Q presents 天罰なんかクソ喰らえっ!!! vol.18』に参加。
- 8月11日 - イベント『東日本大震災チャリティライブ LIVE in HOPE!』に参加。
- 8月15日 - イベント『8.15世界同時多発フェスティバル FUKUSHIMA!』に参加。
- 8月19日 - イベント『CHAIN the ROCK Festival』に参加。
- 8月20]・26日・9月19日 - イベント『fringe tritone tour 2011「Fringe or Tritone?」』に参加。
- 9月4日 - イベント『NAKED ROCKN'ROLL CIRCUS '11 De+LAX presents NAKED AUTUMN』に参加。
- 9月18日 - イベント『DESPERADO BLUES vol.2』に参加。
- 10月11日 - イベント『SHELTER20thANNIVERSARY「strangeROCKSHOW」』に参加。
- 10月30日 - 新宿LOFTにて、『結成26周年記念ライブ CHERRY-BOMB NIGHT Vol.26』と題したライブを行った。
- 11月13日 - イベント『CLUB251 18th ANNIVERSARY ～HYPER SONIC～』に参加。
- 11月23日 - イベント『Thank Que! 1,2,3!!! 「November's Gentlemen」』に参加。
- 12月3日 - イベント『PRIMAL BEATで踊れ!Vol.3』に参加。
- 12月17日 - 新宿Naked Loftにて、『De+LAX presents Naked X'mas 2011 ACOUSTIC & TALK LIVE』と題したライブを敢行。

### 2012年
- 1月7日 - 代々木Zher the ZOOにて、『De+LAX presents 58?! ～高橋まこと BIRTHDAY～』と題したライブを敢行。
- 2月4日 - 新宿LOFTにて『宙也 生誕50年 ～新宿ロフト・デビュー30周年記念祝祭』と題したライブを敢行。
- 2月19日、4月14日、6月24日 - イベント『69 Paradise』に参加。
- 3月11日 - イベント『"あの日から"』に参加。
- 3月31日 - イベント『DESPERADO BLUES vol.6』に参加。
- 5月5日 - イベント『SHELTER GW special 2マンライブ 「De+LAX VS BALZAC」』に参加。
- 5月20日 - 新宿NAKED LOFTにて、『「NAKED De+LAX」～2years thanx、LEE～』と題したライブを行った。
- 7月22日 - イベント『DESPERADO BLUES vol.8』に参加。
- 8月16日 - イベント『「Hello816!!」 ～ハロー、廃炉～』に参加。
- 10月16日 - 吉祥寺ROCK JOINT GBにて、Lee 34歳バースデー企画「ベストを尽くすぜ!」と題したライブを敢行。
- 11月23日 - イベント『DESPERADO BLUES vol.10』に参加。
- [2月15日 - 新宿Naked Loftにて、「De+LAX presents Naked X’mas」と題したライブを敢行。

### 2013年
- 2月 - 高橋まこと脱退。

### 2018年
- 2月18日 - メジャー・デビュー30周年記念ライブを新宿LOFTで開催。既に脱退した榊原・京極・高橋を迎え、デビュー時のラインナップを復活させた[1]。

## その他
いわゆる第二次バンドブーム時に登場しているが、その中で特に異彩を放つバンドと見られていた。楽曲の特徴もアルバムごとに変遷。
楽曲の製作工程も移り変わっており、初期は京極輝男と鈴木正美の作曲が大半、後に鈴木正美と榊原秀樹（または合作による『THE SPANISH BOMBS』名義）が大半の作曲を担う。作詞は一貫して宙也。例外的に1992年発売6thシングル「TONIGHT」及び、5thアルバム『Our Favourite Roads』では、前者は京極輝男作曲のカップリング曲、後者は鈴木正美作曲の1曲を除き、すべてDe-LAX名義となっている（当時のインタビュー記事でメンバーが作詞班・作曲班に分かれて創作したと説明されている）。
『ミュージックステーション』に2回出演。その後のTV出演は、かとうれいこ司会のフジテレビ深夜番組「ROCK SHOW」（曲は「PSYCHO PARTY」）等。
バンド名表記について、「De-LAX」という表記でメジャー・デビュー、解散までバンド名の表記は「De-LAX」であるが、1989年頃からデザイン・ロゴとして「De+LAX」という表記をすることが多々あり、再結成後は「De+LAX」に統一している。

## ディスコグラフィー

### アルバム

#### オリジナル・アルバム
|                          | リリース                    | タイトル            | 規格   | 規格品番   |
| フォーライフ・レコード   |                             |                     |        |            |
| 1st                      | 1988年8月21日 1995年6月21日 | SENSATION           | CD     | 33KD-139   |
| 2nd                      | 1989年8月2日 1995年6月21日  | NEUROMANCER         | CD     | FLC-4007   |
| 3rd                      | 1990年7月25日               | KINGDOM             | CD     | FLCF-31077 |
| 4th                      | 1991年9月21日               | EMOTIONAL MARKET    | CD     | FLCF-30109 |
| 5th                      | 1992年9月21日               | Our Favourite Roads | CD     | FLCF-30157 |
| TRIAD/HEAT WAVE          |                             |                     |        |            |
| 6th                      | 1999年11月20日              | RenaiSSance         | CD     | COCP-50184 |
| ユニバーサルミュージック |                             |                     |        |            |
| 7th                      | 2008年9月10日               | ART+BEAT            | CD+DVD | UPCH1622   |

#### ライブ・アルバム
|                        | リリース      | タイトル    | 規格 | 販売生産番号 |
| フォーライフ・レコード |               |             |      |              |
| 1st                    | 1991年6月21日 | BOOTLEG!!   | CD   | FLCF-30105   |
| TRIAD/HEAT WAVE        |               |             |      |              |
| 2nd                    | 1999年6月19日 | HELLO AGAIN | CD   | CXCP-50101   |

#### ベスト・アルバム
|                                          | リリース       | タイトル                                    | 規格   | 販売生産番号 |
| フォーライフ・レコード                   |                |                                             |        |              |
| 1st                                      | 1993年3月24日  | THE STORY OF De+LAX 1988-1992 5Years×5Lives | CDx2   | FLCF-46202   |
| 2nd                                      | 2001年11月28日 | Best of De+LAX                              | CD     | FLCF-3895    |
| フォーライフミュージックエンタテイメント |                |                                             |        |              |
| 3rd                                      | 2008年9月10日  | "20th Anniversary Premium Collection"       | CD+DVD | FLCF-4246    |

### シングル
|                        | リリース                | タイトル       | 規格   | 規格品番   | 初収録オリジナル・アルバム | 初収録ベスト・アルバム                      |
| フォーライフ・レコード |                         |                |        |            |                            |                                             |
| サンプルカット         | 1988年7月               | WAR DANCE      | LP     | SAM-71     | SENSATION                  | THE STORY OF De+LAX 1988-1992 5Years×5Lives |
| 1st                    | 1988年11月2日           | POP IS MY LIFE | EP     | 7K-315     | 未収録                     | THE STORY OF De+LAX 1988-1992 5Years×5Lives |
| 1st                    | 1988年11月2日           | POP IS MY LIFE | 8cmCD  | 10KD-43    | 未収録                     | THE STORY OF De+LAX 1988-1992 5Years×5Lives |
| 2nd                    | 1989年7月5日            | NEUROMANCER    | 8cmCD  | FLC-5      | NEUROMANCER                | THE STORY OF De+LAX 1988-1992 5Years×5Lives |
| 3rd                    | 1989年8月 1989年10月4日 | CANDY          | 8cmCD  | FLDF-10004 | 未収録                     | THE STORY OF De+LAX 1988-1992 5Years×5Lives |
| 4th                    | 1990年7月4日            | GLOBAL STREET  | 8cmCD  | FLDF-09107 | KINGDOM                    | THE STORY OF De+LAX 1988-1992 5Years×5Lives |
| 5th                    | 1991年7月21日           | VOICE OF LOVE  | 8cmCD  | FLDF-09144 | EMOTIONAL MARKET           | THE STORY OF De+LAX 1988-1992 5Years×5Lives |
| 6th                    | 1992年8月21日           | TONIGHT        | 8cmCD  | FLDF-10221 | Our Favourite Roads        | THE STORY OF De+LAX 1988-1992 5Years×5Lives |
| TRIAD/HEAT WAVE        |                         |                |        |            |                            |                                             |
| 7th                    | 1999年7月17日           | beat'N'message | 12cmCD | COCA-50130 | RenaiSSance                | 未収録                                      |
| 8th                    | 1999年10月30日          | darkOrange     | 8cmCD  | CODA-50173 | RenaiSSance                | 未収録                                      |

### 映像作品

#### ライブ・ビデオ
|                          | リリース      | タイトル                                    | 規格   | 販売生産番号          |
| フォーライフ・レコード   |               |                                             |        |                       |
| 1st                      | 1990年2月21日 | De-LAX NEUROMANCER '89 SPIRITS A GO-GO TOUR | VHS LD | FLVF-49003 FLLF-49003 |
| 2nd                      | 1991年3月21日 | TOUR '90 "KINGDOM"                          | VHS LD | FLVF-49111 FLLF-49111 |
| ハピネット・ミュージック |               |                                             |        |                       |
| 3rd                      | 2006年5月26日 | "RESURRECTION & EXISTENCE"                  | DVD    | HMBH-1023             |

#### ライブ・ビデオ+ミュージック・ビデオ
|                        | リリース      | タイトル                                    | 規格 | 販売生産番号 |
| フォーライフ・レコード |               |                                             |      |              |
| 1st                    | 1993年3月24日 | THE STORY OF De+LAX 1988-1992 5Years×5Lives | VHS  | FLVF-59126   |

#### ミュージック・ビデオ集
|                        | リリース      | タイトル  | 規格   | 販売生産番号          |
| フォーライフ・レコード |               |           |        |                       |
| 1st                    | 1990年7月25日 | "KINGDOM" | VHS LD | FLVF-32106 FLLF-32106 |

### 未音源化楽曲
| CHAPMAN      | 1980年12月8日にジョン・レノンを射殺した犯人であるマーク・チャップマンを歌った曲である。デビュー前からステージで演奏されていた曲で、1989年の汐留PIT2のライブまでセットリストに含まれていた。1988年2月にTHE HEARTが発表した作品が同名であることも理由のひとつではないだろうか?という事だが、真相は不明である。 |
| SECRET LOVE  | 1988年後半(アルバムツアー『De-LAX TOUR '88 "SENSATION"』の1988年11月20日の北久里浜リバーブサウンド公演のライブのセットリストには既に含まれていた)に、「CANDY」と「CRAZY BOY」と一緒にセットリストに加わった楽曲。前2曲は後に3rdシングルの表題曲とカップリング曲として正式発表されたが、この曲はボツになり、お蔵入りになってしまった隠れた名曲。「CHAPMAN」と同様に、この曲も1989年の汐留PIT2のライブまでセットリストに含まれていた。 |
| ATOMIC DANCE | 2007年に行ったライブツアー『ROCK STEADY GO-GO AHEAD』のセットリストに加わった楽曲。だが、その後は正式発表されることなく、そのライブツアーが終わると、セットリストから外されてしまった。 |